# 소차강

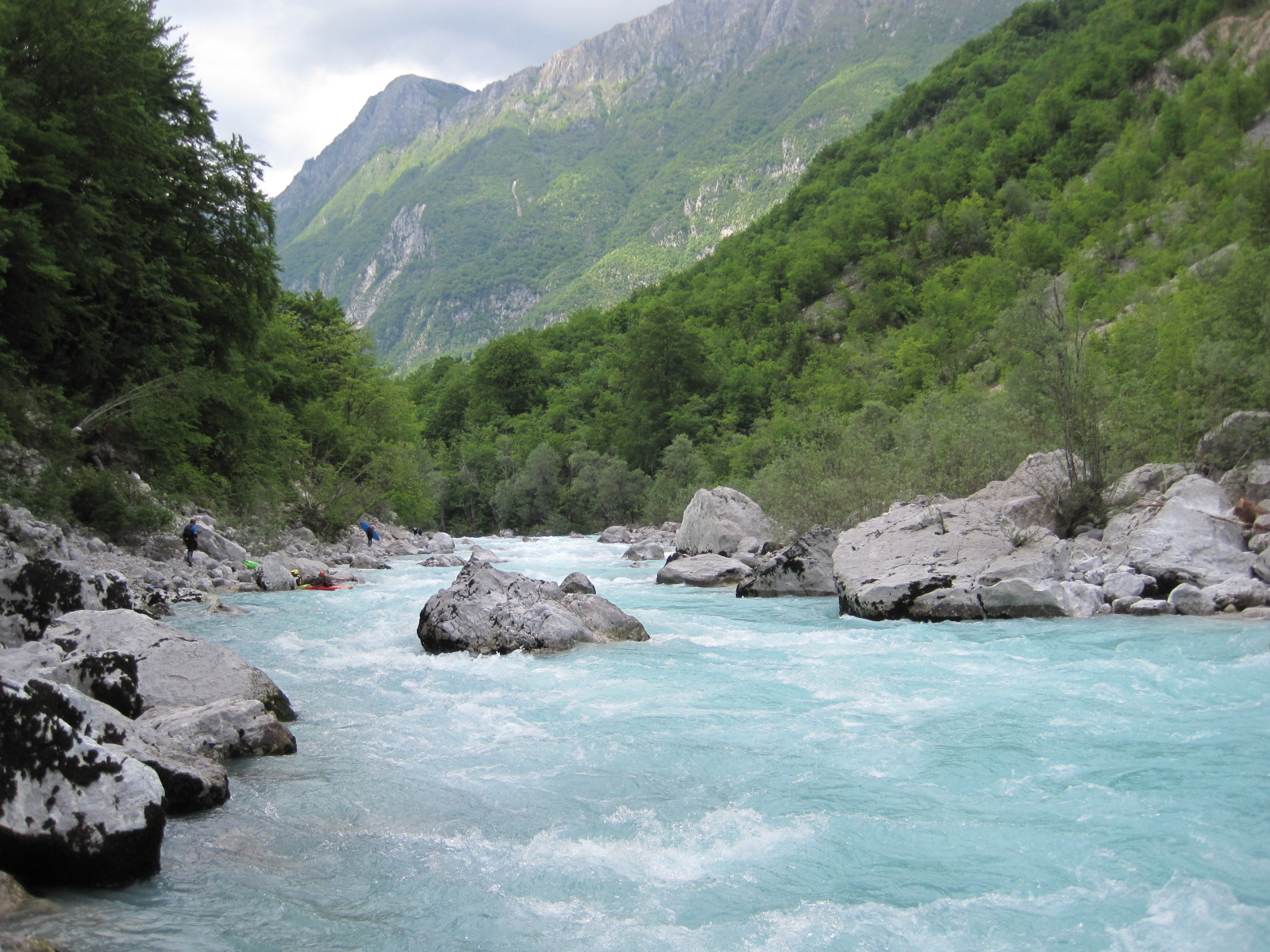
보베츠의 소차강

소차강(슬로베니아어: Soča) 또는 이손초강(이탈리아어: Isonzo)은 슬로베니아 서부 (96 킬로미터 or 60 마일)와 이탈리아 북동부 (43 킬로미터 or 27 마일)를 흐르는 길이 138-킬로미터 (86 mi)의 강이다.
알프스산맥의 특성을 지닌 강으로, 발원은 슬로베니아 북서부 율리안알프스산맥의 트렌타 계곡에 있으며 876 미터 (2,874 ft)이다. 제1차 세계 대전 시기에 일어난 오스트리아-헝가리와 이탈리아 왕국 간의 이손초 전투의 무대가 된 곳이기도 하다.